# Kostel Panny Marie Bolestné (Malá Lhota)
Kostel Panny Marie Bolestné je poutní římskokatolický chrám poblíž obce Lhoty u Potštejna v okrese Rychnov nad Kněžnou. V roce 2018 byl celý areál prohlášen národní kulturní památkou České republiky.
Nachází se na vrcholu Homoli (393 m n. m.), mezi obcemi Borovnice a Lhoty u Potštejna; uprostřed kříže vytvořeného průsečíkem přímek z města Rychnov nad Kněžnou do Chocně a z Kostelce nad Orlicí do Ústí nad Orlicí.
Pod vrcholem a nedaleko kostela se nachází osada Homole, část obce Borovnice.

## Historie
Poutní místo na Homoli, nacházející se na nejvyšším místě táhlého hřebene, bylo vybudované v letech 1690–1696 říšskou hraběnkou Terezií Eleonorou Alžbětou z Ugarte, rozenou říšskou hraběnkou ze Žďáru (*zřejmě 1639 ve Vídni, †30. 1. 1705, V. Čechy). Tato dáma byla vdovou po rakouském plukovníkovi-komandantovi města Vídně Petrovi (mladšímu) z Ugarte, říšskému baronu, posléze od r. 1676 říš. hraběti (*asi či kol. 1620 ve Španělském Nizozemí, †1679 ve Vídni, pocházejícímu z původně španělského, resp. aragonského rodu), majiteli rozsáhlého moravského velkostatku Velké Meziříčí. Toto dominium - po manželově smrti - paní z Ugarte po kratší dobu také přísně spravovala, než dospěl dědic - nejstarší Petrův syn z 1. manželství - Arnošt František Dominik z Ugarte (*1658, †1715).
Hraběnka Terezie Eleonora Alžběta vzešla z významné ultrakatolické rodiny hrabat ze Žďáru, jež byla spřízněna s nejvyšší českou aristokracií (Martinici, Šternberky, Nostici, Lobkovici, Slavaty z Chlumu a Košumberka, moravskými Magnisy ad.) a od července 1660 byla druhou chotí zesnulého Petra ml., se kterým měla několik dětí (známe čtyři). Z nich se však dospělosti dožila pouze dcera Marie Maxmiliána Terezie komtesa z Ugarte, provdaná baronka, od r. 1695 hraběnka Zárubová z Hustířan (*1664, †1711), na níž se hraběnka upnula. Dcera pobývala s manželem Františkem Karlem Zárubou (*údajně 1658, †1714) na Starém zámku v blízkém Kostelci nad Orlicí, a to byl jeden z důvodů, proč se do tohoto kraje přesunula i její matka hraběnka z Ugarte. Ta, aby byla milované dceři blíže, zakoupila roku 1688 v blízkosti Kostelce malé panství Borovnice. Zde se zdržovala v nevelkém barokním zámku.
V době založení homolského areálu vrcholila rekatolizace a hraběnka se nechala zřejmě inspirovat jen o málo starším poutním kostelem Nanebevzetí Panny Marie v nedalekých Hemžích u Chocně a zřejmě i obdobným podnikem své starší sestry Marie Maxmiliány Evy Terezie ovdovělé svobodné paní Hýzrlové z Chodů (*8. 9. 1633 (příp. 32), †17. 10. 1690) - poutním chrámem P. Marie Pomocné na Chlumku u Luže. Silně věřící hraběnka z Ugarte se tedy rozhodla vybudovat na svém panství obdobnou svatyni, která by se stala místem zbožných poutí obyvatel jejího a sousedních panství i dalších lidí ze široka daleka. Tím chtěla pozvednout nejen náboženskou horlivost obyvatel, ale i místní hospodářství, které z návštěvníků přirozeně ekonomicky profitovalo.
Prostředky na výstavbu hraběnce poskytlo především dědictví, když se svými čtyřmi žijícími sestrami podělila roku 1688 rozsáhlé kladensko-červenoújezdecké dominium po svém již dříve zesnulém bratru (a barokním františkánském mystikovi a tvůrci kláštera v Hájku u Prahy) Františkovi Adamovi Eusebiovi druhém říšském hraběti ze Žďáru (*6. 7. 1624, popř. 1623, †5. či 7. 4. 1670). Tento hraběnčin bratr byl posledním mužským příslušníkem svého rodu v Čechách a naši aristokratku i většinu jejích (obdobně hluboce nábožných) sester v katolickém zanícení jistě velmi ovlivňoval, proto jej zde musíme alespoň takto krátce zmínit.
Základní kámen byl položen dne 12. května 1692 a třídenní slavnosti proběhly za přítomnosti královéhradeckého biskupa Jana Františka Kryštofa z Talmberka. Kromě toho dala hraběnka z Ugarte zřídit poblíž kostela školu, jedinou v širém okolí a své borovnické panství celkově zvelebila i pozemkově zvětšila. Po své smrti byla aristokratka pohřbena na své milované Homoli v kostele Panny Marie Bolestné a Borovnice s Homolí připadla kosteleckým Zárubům z Hustířan a posléze jejich dědicům.

### Program záchrany architektonického dědictví
V rámci Programu záchrany architektonického dědictví bylo v letech 1996–2014 na opravu kostela čerpáno v roce 1995 celkem 2 000 000 Kč.

## Popis

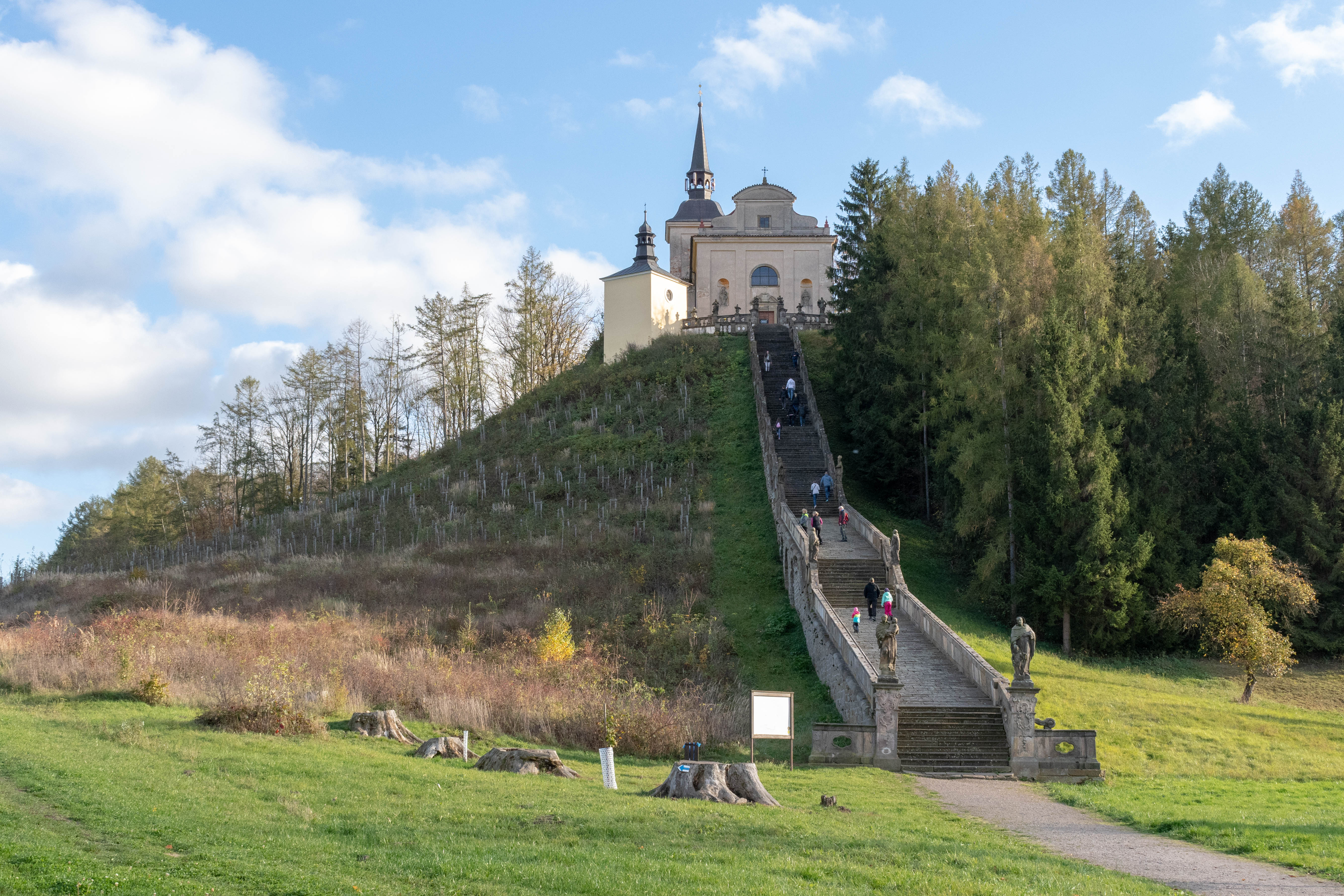
Pohled na vrch s kostelem (2019)

Jádrem celého malebného komplexu je poutní kostel Panny Marie Bolestné, obklopený hřbitovem. Byl postaven v raně barokním stylu v letech 1692–96. Svatostánek byl navržen jako prostá jednolodní stavba se štítovým průčelím (natočeným netypicky severním směrem, aby dominoval okolní volné krajině) a s hranolovou věží, která byla nově opravena roku 1740 poté, co ji srazila vichřice. Fasáda průčelí je členěna plochými lisénami a průčelní štít vybíhá z volutových vyzdívek. Zařízení je vesměs rokokové a pozdější pseudoslohové. V průčelí u zdi, která obklopuje hřbitov, jsou dvě nakoso postavené kaple z roku 1703: sv. Jana Nepomuckého a Nanebevzetí Panny Marie. Celek doplňuje ještě kostnice z roku 1778. Západní branku na hřbitov zdobí dvě sochy klečících postav: sv. Jana Nepomuckého a sv. Václava.
Středoevropským unikátem (pro svoji mimořádnou délku, která nemá v ČR obdoby) a zlatým hřebem Homole je kamenné schodiště. Má 153 schodů a 16 odpočívadel. Tento počet nebyl zvolen náhodně, je určen symbolickou myšlenkou, aby se poutníci při stoupání do chrámu mohli pomodlit růženec. Počet schodů přesně odpovídá počtu Zdrávasů ve Velkém růženci se třemi úvodními Zdrávasy, počet odpočívadel pak Otčenášům. Všechny sochy světců, andělů a ozdobné vázy, které na schodišti byly, pocházely z roku 1767, pravděpodobně z dílny litomyšlských sochařů Hendrichů.

## Poutní místo dnes
Poutní místo bylo od 90. let 20. století stále více devastováno zloději (soch a váz na schodišti) a vandaly. Později se začalo opravovat (bohužel se ale nevrátila veškerá barokní sochařská výzdoba) a část kopce byla prokácena, aby se obnovil původnější barokní vzhled.
Místo patří pod správu Římskokatolické farnosti - děkanství Kostelec nad Orlicí, jejímž filiálním kostelem P. Marie Bolestná je. Areál se schodištěm a hřbitovem je veřejnosti volně přístupný. Kostel je ale otevřen převážně jen o bohoslužbách a poutích.

## Galerie

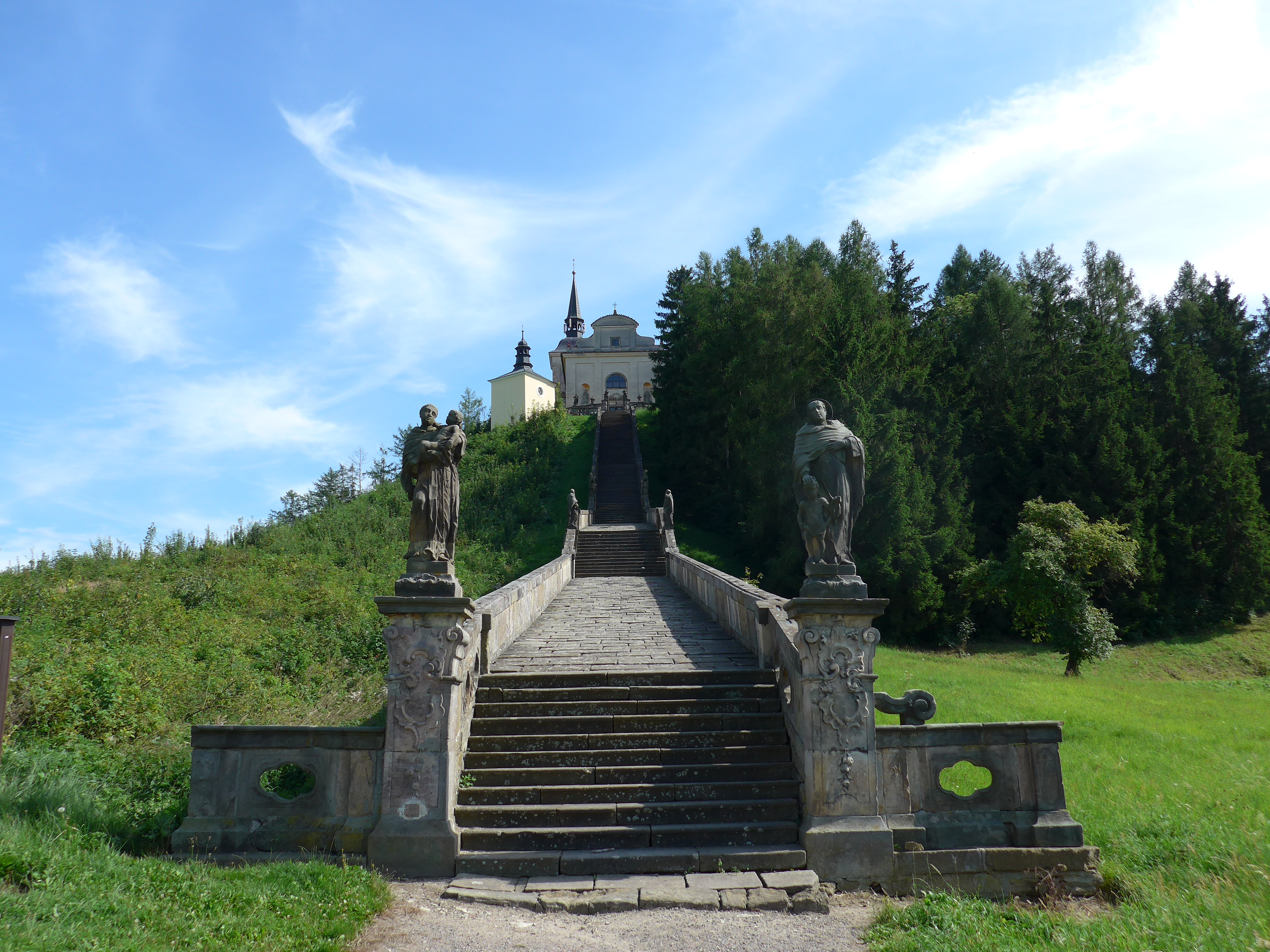
Schodiště zdola (2021)
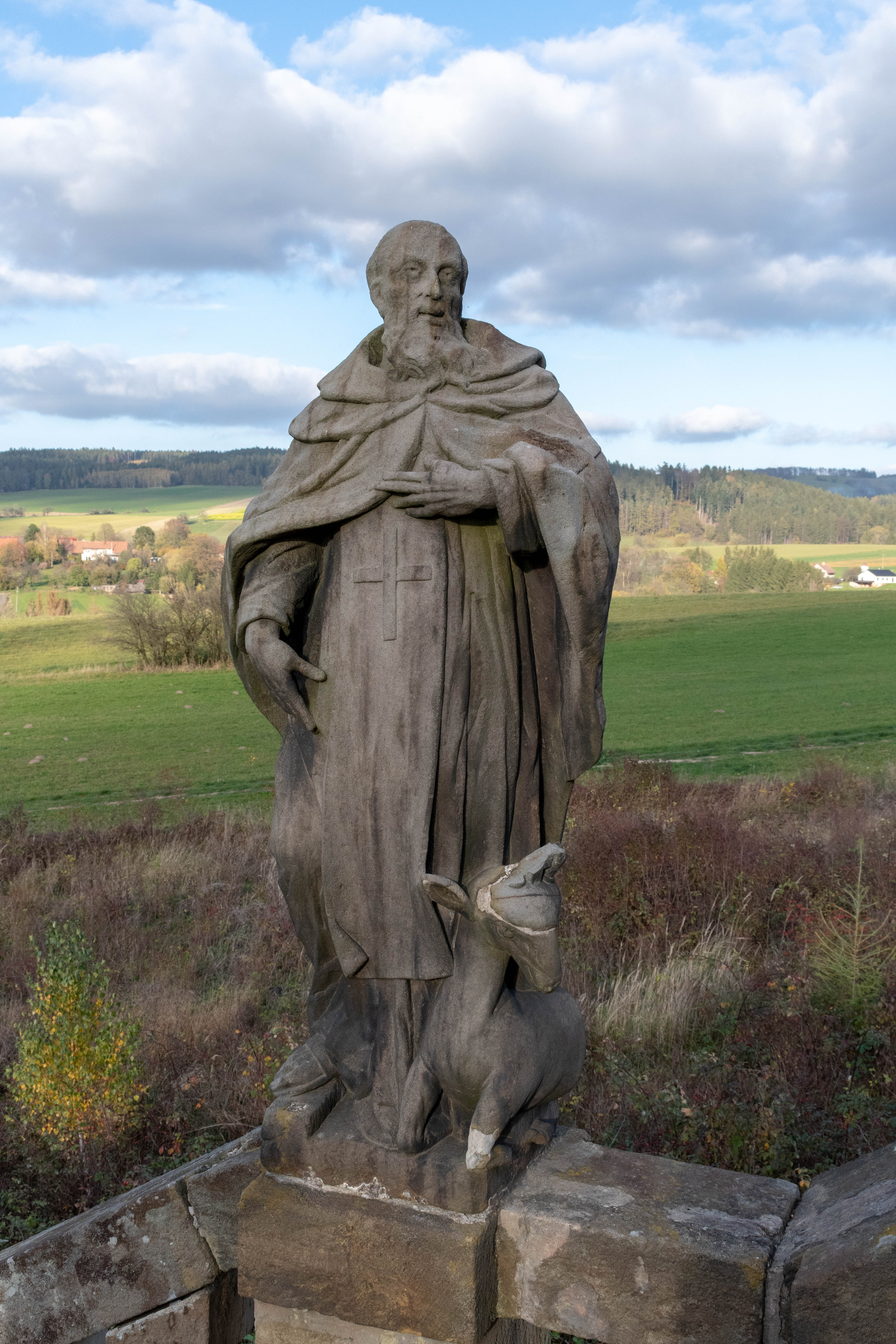
Sv. Felix z Valois – torzo barokní sochy na schodišti (2019)
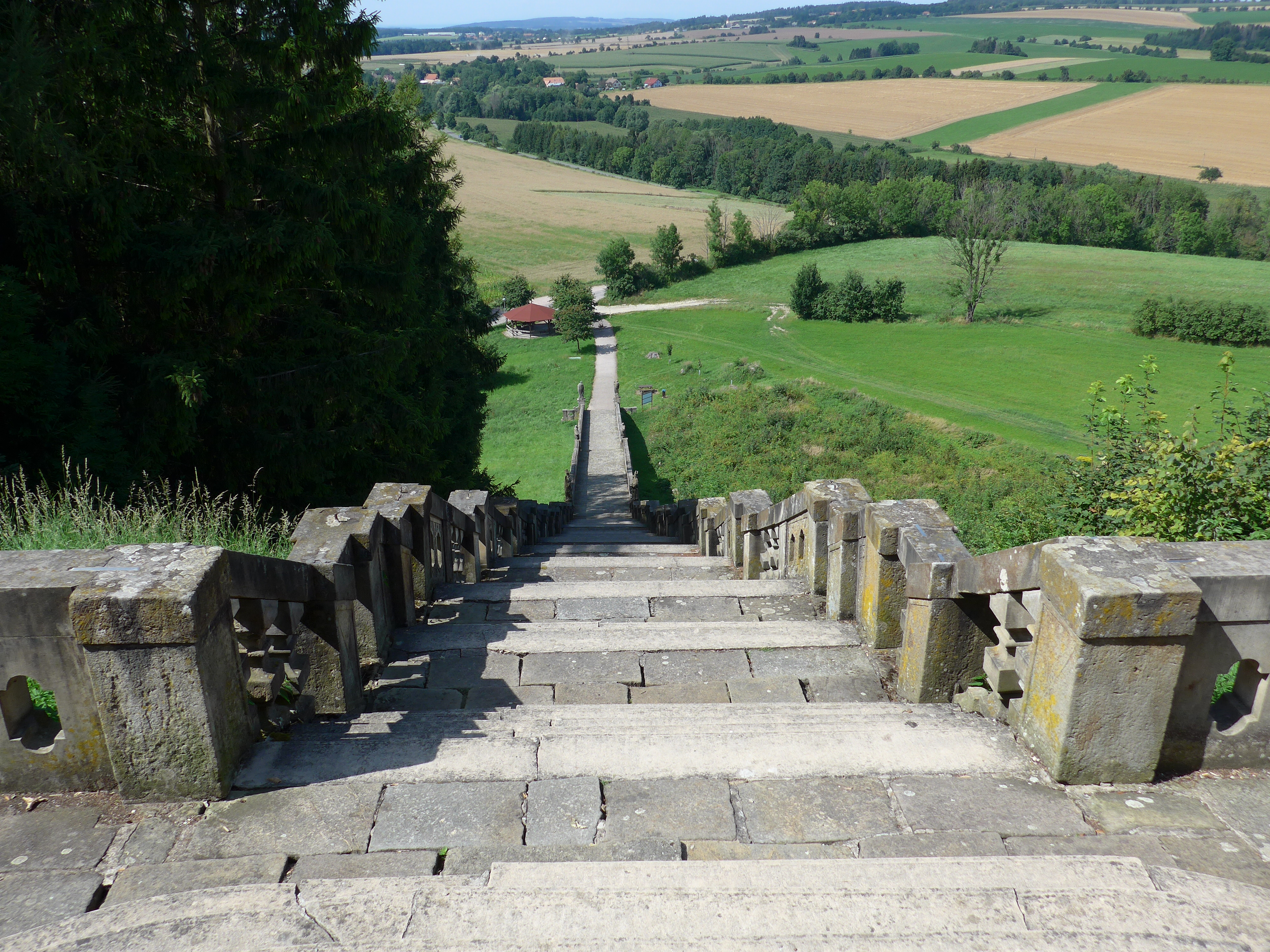
Schodiště shora (2021)
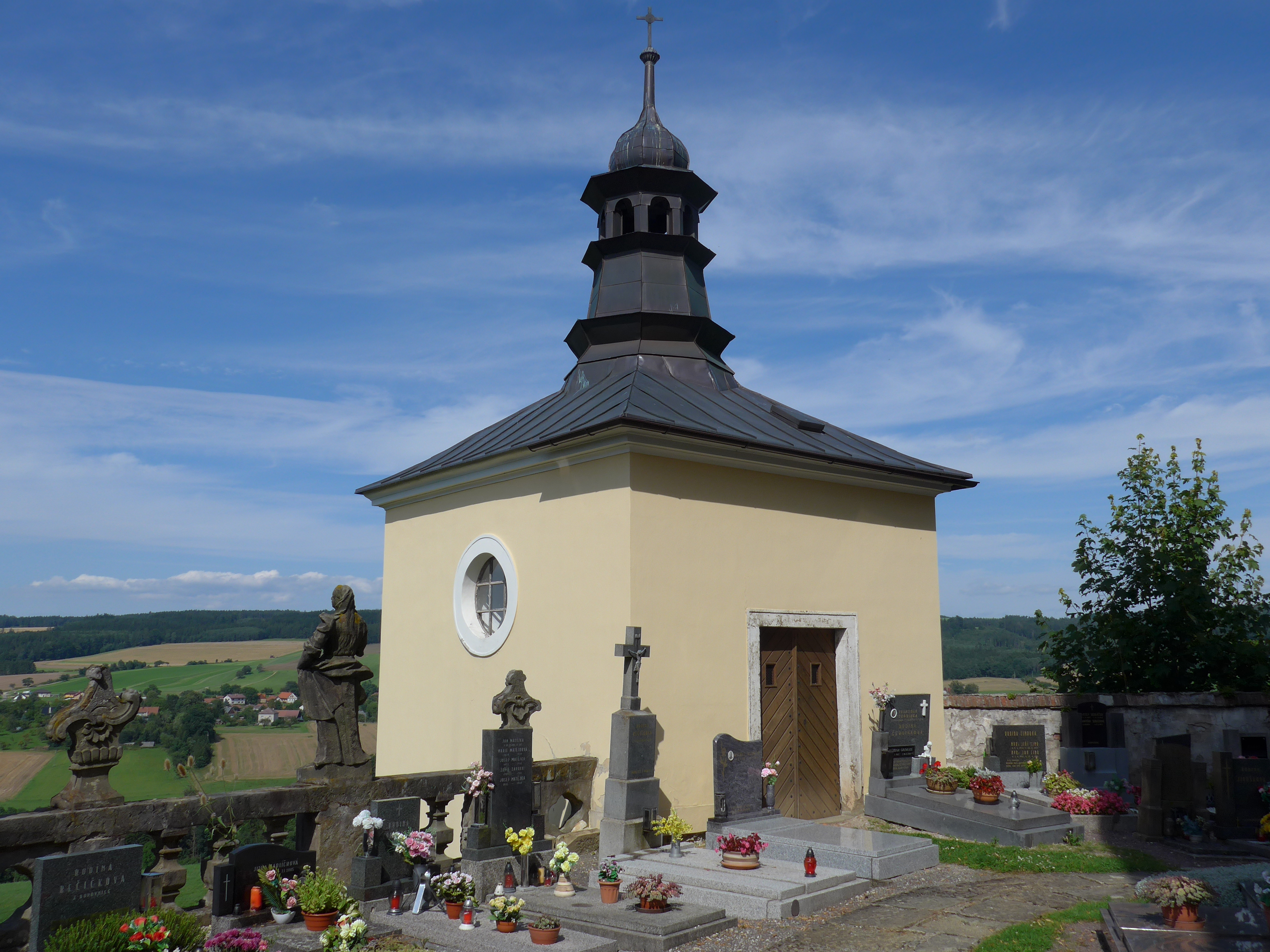
Hřbitovní kaple východně od schodiště (2021)
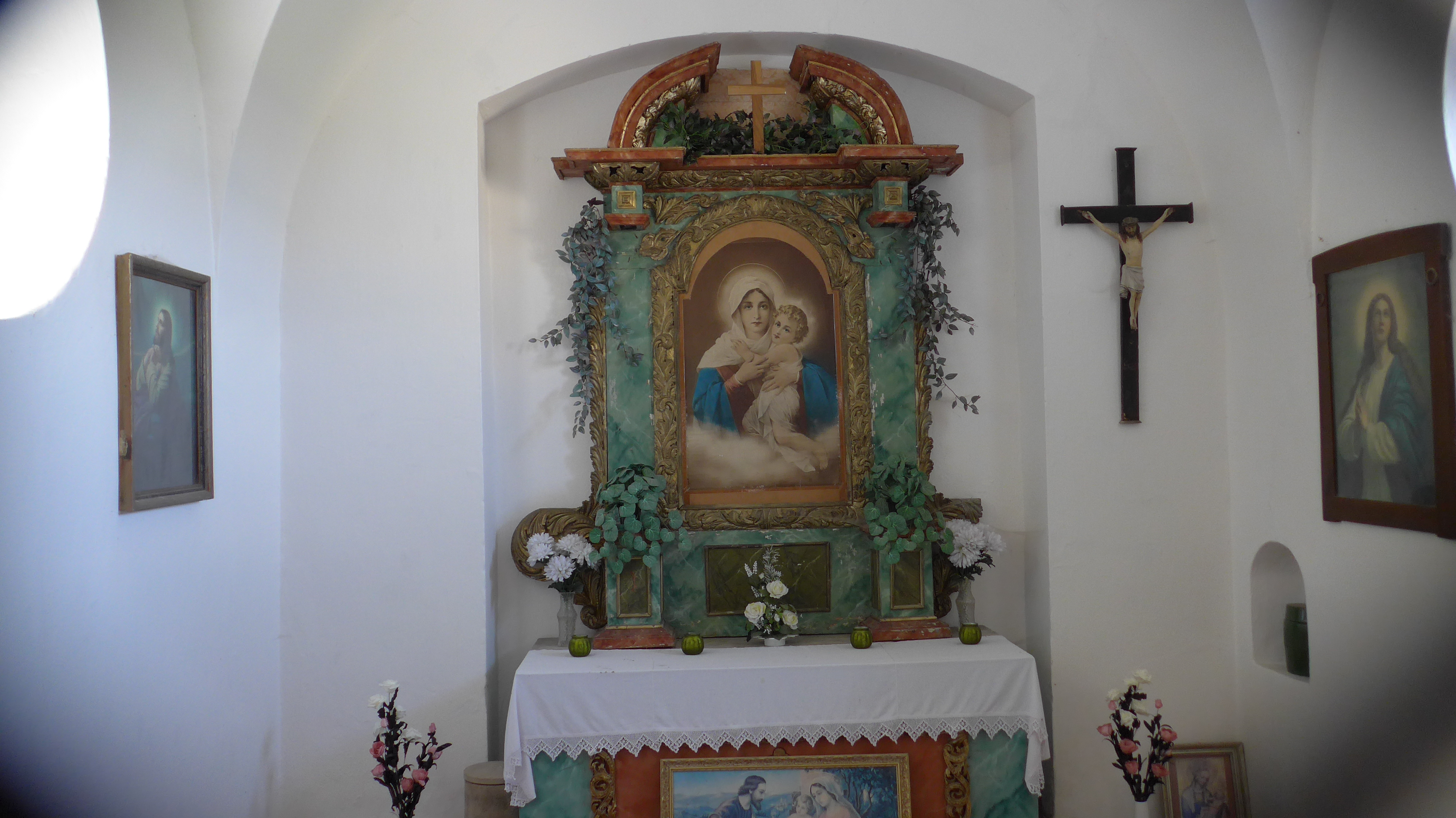
Interiér hřbitovní kaple západně od schodiště (2021)